# Citriobatus
Citriobatus es un género de grandes arbustos nativos de Australia. Algunos autores aún lo consideran un sinónimo de Pittosporum Banks ex Gaertn.

## Taxonomía
El género fue descrito por A.Cunn. ex Loudon y publicado en Synopsis Pittosporearum 4. 1839. La especie tipo no ha sido designada.

## Especies
- Citriobatus lancifolius F.M.Bailey
- Citriobatus linearis (F.M.Bailey) C.T.White
- Citriobatus papuanus Schodde
- Citriobatus pauciflorus A.Cunn. ex Benth.
- Citriobatus spinescens (F.Muell.) Druce